# WoGü
WoGü è una via lunga di arrampicata sportiva in Rätikon, Svizzera aperta da Beat Kammerlander nel 1997.
È una delle vie lunghe d'arrampicata più difficili del Rätikon e di tutte le Alpi, con cinque tiri su sette di grado superiore all'8a+, di cui due 8c, e una difficoltà obbligatoria di 8a+. È stata salita in libera per la prima volta da Adam Ondra, nel 2008 e successivamente da Edu Marin, nel 2016.

## La via
È stata aperta dal basso da Beat Kammerlander nel 1997, accompagnato da H. Schleichl e P. Mathias. La via è dedicata alla memoria di Wolfgang Güllich. Ci sono voluti 11 anni perché qualcuno la liberasse: nel 2008 il quindicenne Adam Ondra, accompagnato da Pietro Dal Prà, l'ha salita in libera proponendo anche leggere differenze di grado.
- 1º tiro 8c - 35 m: partenza tecnica e umida seguita da boulder di 7c sotto la sosta
- 2º tiro 7c (7c+ per Adam) - 15 m: boulder all'inizio
- 3º tiro 8b+ (8b+/8c per Adam) - 12 m: muro con prese piccole e dolorose
- 4º tiro 8b - 20 m: due boulder con un riposo in mezzo
- 5º tiro 8c (8b+ per Adam) - 35 m: traverso su svase e poi due boulder tra parti facili
- 6º tiro 8a+ - 20 m: arrampicata tranquilla fino un difficile tecnico traverso appena prima della sosta
- 7º tiro 7c+ - 40 m: boulder all'inizio e poi 7a

## Salite
- Beat Kammerlander - 1997 - Prima salita
- Adam Ondra - 26 luglio 2008 - Prima salita in libera[3]
- Edu Marin - 23 agosto 2016 - Seconda salita in libera[4]